# Rosamund Pike

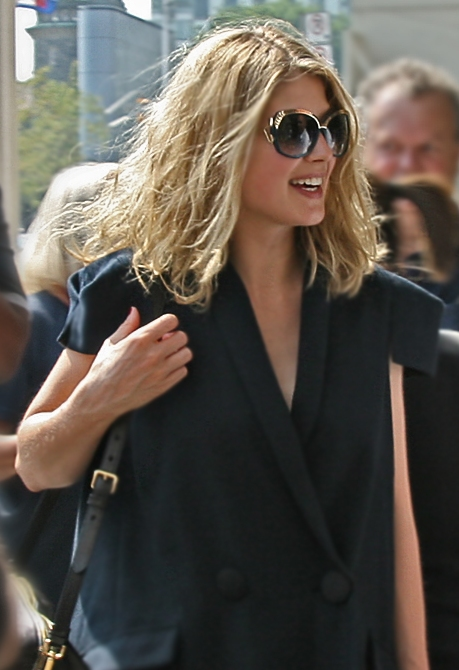
Rosamund Pike (2007)

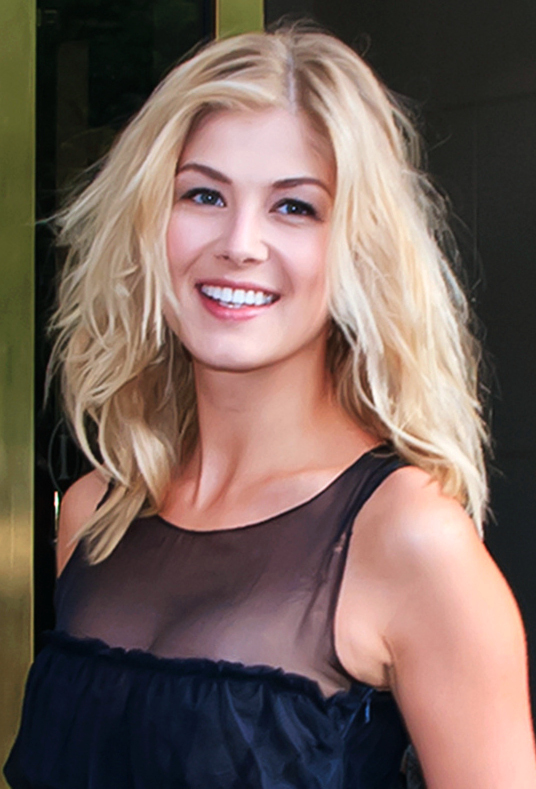
Rosamund Pike na festiwalu w Toronto (2010)

Rosamund Mary Ellen Pike (ur. 27 stycznia 1979 w Londynie) – brytyjska aktorka filmowa, telewizyjna i teatralna. Międzynarodową rozpoznawalność zapewniły jej role filmowe takie jak dziewczyna Bonda Miranda Frost w filmie z cyklu o Jamesie Bondzie Śmierć nadejdzie jutro (2002), Jane Bennet w Dumie i uprzedzeniu (2005), Helen w Była sobie dziewczyna (2009), Kate Sumner w Johnny English Reaktywacja (2011) i Andromeda w Gniewie Tytanów (2012). 
Nominowana do Oscara dla najlepszej aktorki pierwszoplanowej jako Amy Elliott Dunne w filmie Zaginiona dziewczyna (2014). Laureatka nagrody Primetime Emmy dla wybitnej aktorki w komedii krótkometrażowej lub serialu dramatycznym jako Louise w komedii telewizyjnej Sundance TV Status związku (2019). Zdobywczyni Złotego Globu dla najlepszej aktorki w filmie komediowym lub musicalu za rolę Marli Grayson w komedii sensacyjnej O wszystko zadbam (I Care a Lot, 2020).

## Życiorys

### Wczesne lata
Urodziła się w londyńskiej dzielnicy Hammersmith jako jedyne dziecko muzyków koncertowych - wiolonczelistki Caroline (z domu Friend) i śpiewaka operowego Juliana Pike’a. Jej ojciec został profesorem muzyki i kierownikiem studiów operowych w Birmingham Conservatoire. Pike wzrastała w bliskim kontakcie ze sceną i światem wielkiej sztuki, otrzymując staranne wykształcenie, obejmujące naukę gry na fortepianie i wiolonczeli.
Uczęszczała do Badminton School w Bristolu. Podczas występu jako Julia w przedstawieniu Romeo i Julia w Narodowym Teatrze Młodzieży, została zauważona przez agenta, który pomógł jej rozpocząć karierę zawodową. Zachowała swoje działanie w tajemnicy, dopóki nie wyjechała na Uniwersytet Oksfordzki. 
Mając 19 lat próbowała bezskutecznie dostać się do szkoły teatralnej. Jako studentka literatury angielskiej w Wadham College w Oksfordzie, Pike zaczęła odkrywać swoją pasję do teatru, a następnie wzięła udział w wielu inscenizacjach studenckich. W 2001 ukończyła studia z wyróżnieniem.

### Przebieg kariery
W 1998, jeszcze podczas studiów, Pike po raz pierwszy trafiła na mały ekran jako Celia w dramacie telewizyjnym BBC Prawdziwie angielskie małżeństwo (A Rather English Marriage) na podstawie scenariusza Andrew Daviesa u boku Alberta Finneya i Toma Courtenaya. Następnie znalazła się w obsadzie miniserialu kostiumowym BBC Żony i córki (Wives and Daughters, 1999) opartym na powieści Elizabeth Gaskell pod tym samym tytułem jako Lady Harriet Cumnor. W innej telewizyjnej ekranizacji powieści Elizabeth Gaskell Miłość w zimnym klimacie (Love in a Cold Climate, 2001) wystąpiła jako Fanny z Alanem Batesem. Przełomem w karierze na skalę międzynarodową była rola Mirandy Frost, fałszywej agentki MI-6, w 20. filmie o Jamesie Bondzie – Śmierć nadejdzie jutro (2002) u boku Pierce’a Brosnana, Judi Dench i Halle Berry, za którą w 2003 otrzymała nagrodę magazynu filmowego „Empire” jako najlepsza debiutantka i nominację do MTV Movie Awards 2003 w kategorii najlepszy występ transatlantycki (Best Trans-Atlantic Breakthrough Performer).
Pike odrzuciła propozycję zagrania roli wścibskiej dziennikarki Rity Skeeter w serii filmów Harry Potter. Występowała na West End w spektaklu Hitchcock Blonde (2003) i sztuce Tennessee Williamsa Lato i dym (Summer and Smoke, 2006) jako Alma Winemiller.
Za rolę Elizabeth Wilmot, hrabiny Rochester, byłej angielskiej dziedziczki i żony Johna Wilmota (Johnny Depp) w adaptacji sztuki Stephena Jeffreya Rozpustnik (2004) z Johnem Malkovichem odebrała nagrodę BIFA (British Independent Film Award). Po udziale w izraelsko-francusko-brytyjskim dramacie Hotel Ziemia Obiecana (Promised Land, 2004), wystąpiła jako dr Samantha Grimm w utrzymanej w konwencji horroru sci-fi, filmowej adaptacji gry komputerowej Doom (2005) w reżyserii Andrzeja Bartkowiaka. W ekranizacji klasycznej powieści Jane Austen pod tym samym tytułem Dumy i uprzedzenia (2005) w reżyserii Joe Wrighta z Keirą Knightley wcieliła się w postać najstarszej z sióstr Bennet – Jane zdobywając nominację do London Critics Circle Film Award). Jeremy Podeswa zaangażował ją do roli Alex w kanadyjsko-greckim obrazie Ulotne fragmenty (Fugitive Pieces, 2007) według powieści Anne Michaels. W dreszczowcu Słaby punkt (2007) u boku Anthony’ego Hopkinsa i Ryana Goslinga zagrała prawniczkę Nikki Gardner. W filmie przygodowym sci-fi Jonathana Mostowa Surogaci (The Surrogates, 2009) wystąpiła w roli Maggie Greer, żony agenta FBI (Bruce Willis).
Kreacja Amy Elliott Dunne, zaginionej żony głównego bohatera (Ben Affleck) w dreszczowcu Davida Finchera Zaginiona dziewczyna (2014) przyniósł jej nominację do Oscara dla najlepszej aktorki pierwszoplanowej, Złotego Globu i Nagrody Brytyjskiej Akademii Filmowej. Za rolę Louise w komedii telewizyjnej Sundance TV Status związku (2019) zdobyła nagrodę Emmy w kategorii najlepsza aktorka w krótkometrażowym serialu dramatycznym lub komediowym. 
W dramacie biograficznym Marjane Satrapi Radioactive (2019) zagrała główną rolę Marii Curie-Skłodowskiej. Plan zdjęciowy znajdował się na początku 2018 na Węgrzech, gdzie wprowadzono uprzednio zachęty finansowe dla zagranicznych produkcji filmowych. Kreacja Marli Grayson, odnoszącej sukcesy opiekunki prawnej, która bez skrupułów nagina przepisy dla własnej korzyści w czarnej komedii sensacyjnej O wszystko zadbam (I Care a Lot, 2020) spotkała się z uznaniem krytyków, otrzymując Złoty Glob dla najlepszej aktorki w filmie komediowym lub musicalu.
Był na okładce magazynów takich jak „Vanity Fair” (w lipcu 2007 i w kwietniu 2015), „InStyle” (w listopadzie 2011), „Entertainment Weekly” (w styczniu 2014), „Vogue” (w październiku 2014), „Glamour” (w październiku 2014) i  „L’Officiel” (w kwietniu 2017).

## Życie prywatne
Mieszka w West End w Londynie. W latach 1998–2002 spotykała się z aktorem Simonem Woodsem. W 2005 zaręczyła się z reżyserem Joe Wrightem, lecz planowany na czerwiec 2008 ślub został odwołany. W grudniu 2009 związała się z matematykiem Robie’em Uniacke’em. Mają dwóch synów – Solo (ur. 6 maja 2012) i Atoma (ur. 2 grudnia 2014).

## Filmografia

### Role kinowe
- 2002: Śmierć nadejdzie jutro (Die Another Day) jako Miranda Frost
- 2004: Rozpustnik (The Libertine) jako Elizabeth Malet
- 2005: Duma i uprzedzenie (Pride & Prejudice) jako Jane Bennet
- 2005: Doom jako Samantha Grimm
- 2007: Słaby punkt (Fracture) jako Nikki Gardner
- 2007: Ulotne fragmenty (Fugitive Pieces) jako Alex
- 2008: Jackboots on Whitehall jako Daisy (głos)
- 2008: Była sobie dziewczyna (An Education) jako Helen
- 2009: Surogaci jako Maggie Greer
- 2009: Burning Palms jako Dedra Davenport
- 2010: Wersja Barneya (Barney's Version) jako Miriam
- 2011: Johnny English Reaktywacja (Johnny English Reborn) jako Kate Summer
- 2011: Wielki rok (The Big Year) jako Jessica
- 2012: Gniew tytanów (Wrath of the Titans) jako Andromeda
- 2012: Jack Reacher: Jednym strzałem (Jack Reacher) jako Helen Rodin
- 2013: The Devil You Know jako Zoe Hughes
- 2013: To już jest koniec (The World's End) jako Sam Chamberlain
- 2014: Zaginiona dziewczyna (Gone Girl) jako Amy Dunne
- 2014: Nauka spadania (A Long Way Down) jako Penny
- 2014: Nasze zwariowane angielskie wakacje (What We Did on Our Holiday) jako Abi
- 2015: Pragnienie zemsty (Return to Sender) jako Miranda Wells
- 2016: Zjednoczone królestwo jako Ruth Williams Khama
- 2017: The Man with the Iron Heart jako Lina Heydrich
- 2017: Hostiles jako Rosalie Quaid
- 2018: Bejrut jako Sandy Crowder
- 2018: Siedem dni jako Brigitte Kuhlmann
- 2018: Prywatna wojna jako Marie Colvin
- 2019: 3 sekundy jako Wilcox
- 2019: Skłodowska jako Maria Skłodowska-Curie
- 2020: O wszystko zadbam jako Marla Grayson
- 2023: Saltburn jako Elspeth

### Role telewizyjne
- 1998: A Rather English Marriage jako Celia (film TV)
- 1999: Żony i córki (Wives and Daughters) jako lady Harriet Cumnor (3 odc.)
- 2000: Trial & Retribution jako Lucy (1 odc.)
- 2001: Love in a Cold Climate jako Fanny (2 odc.)
- 2002: Bond Girls Are Forever jako ona sama (dokument)
- 2002: Foyle's War jako Sarah Beaumont (1 odc.)
- 2008: The Tower jako Olivia Wynn (pilot serii)
- 2009: Freefall jako Anna (film TV)
- 2011: Women in Love jako Gudrun Brangwen (2 odc.)
- 2015: Thunderbirds Are Go (głos) jako Lady Penelope Creighton-Ward i Captain Ridley O’Bannon (39 odc.)
- 2018: Watership Down (głos) jako The Black Rabbit of Inlé (2 odc.)
- 2019: Dolina Muminków (głos) jako Moominmamma (7 odc.)
- 2019: Status związku jako Louise (10 odc.)
- 2019: Archibald's Next Big Thing (głos) jako Narrator (2 sezony - 26 odc.)
- 2020: Tomek i przyjaciele (głos) jako Duchess
- 2021: Koło czasu jako Moiraine Damodred (gł. rola)

### Teledyski
| Rok  | Tytuł                | Wykonawca                          | Reżyser         |
| ---- | -------------------- | ---------------------------------- | --------------- |
| 2016 | „Voodoo in My Blood” | Massive Attack feat. Young Fathers | Ringan Ledwidge |